# Hadadgyőrtelek
Hadadgyőrtelek (Giurtelecu Hododului) falu Romániában, Szatmárnémetitől délkeletre. Szatmár megye egyik települése.

## Története
Első említése 1378-ból származik. Nevét az idők során többféle változatban írták: 1351-ben Gyurgtelke, 1352-ben Gyurgtelke, 1405-ben Gyurtelek néven írták.
1462-ben Kusalyi Jakcsi György volt birtokosa, aki visszaadta Bélteki Drágfi Miklósnak. 1495-ben a Bélteki Drágfi Miklósnál zálogban levő itteni birtokát Kusalyi Jakcsi György örökbe adta Bélteki Drágfi Miklós vajda fiainak Imrének és Györgynek.
1555-ben Georghteleke részbirtokának elfoglalása miatt Kusalyi Jakcsi Boldizsár és Mihály tiltakoztak Nádasdy Tamás ellen.
1555-ben Szapolyai János király és Izabella királyné a település felét Báthory Györgynek adományozta, majd id. Gyulafi László kapta meg János Zsigmondtól.
1595-ben Báthory Zsigmond megengedte Rátóti Gyulafi Lászlónak, hogy Győrteleke birtokával szabadon rendelkezzen.
1699-ben Apafi Mihály a falut Bideskuthi Boldizsárnak adományozta.
1710-ben Bideskuthi Boldizsár végrendeletében itt lakó jobbágyait nejére, Keserű Zsófiára hagyta.
1797-ben a haditerhekhez való hozzájáruláshoz készült összeíráskor Hadad-Győrtelek főbb birtokosai voltak báró Wesselényi Farkas, gróf Gyulai József, báró Bornemissza József. Kisebb birtokosok voltak: gróf Teleki Imre, Berzenczei Mihály, Baranyi József.
1847-ben a falu 485 lakosából 400 görögkatolikus, 85 református volt.
1890-ben 1165 lakosából 5 magyar, 16 német, 1141 román, 3 egyéb nyelvű. Ebből görögkatolikus 1141, református 8, izraelita 16 fő volt, a falu házainak száma: 228.
1919-ig Magyarországhoz tartozott, Szilágy vármegye részeként. 1910-ben 1301 román lakosa volt.
1992-ben 892 román nemzetiségű lakos lakta.